# Omiodes analis
Omiodes analis là một loài bướm đêm trong họ Crambidae.